# ショコラ 〜君がいて、僕がいる〜
『ショコラ ～君がいて、僕がいる～』（ショコラ きみがいてぼくがいる、Chocolat）は、2016年のフランスの伝記映画。
監督は俳優のロシュディ・ゼム、出演はオマール・シーとジェームス・ティエレなど。
20世紀初頭のパリを舞台に、フランスで最初の黒人芸人ショコラと相方の白人芸人フティットの実話を描いている。

## ストーリー
20世紀が目前に迫った頃、フランス北部のサーカス団に落ち目の道化師フティットが職を求めてやって来た。
そこでフティットは、人食い人種を演じる黒人芸人のカナンガに興味を持つ。
フティットはカナンガ改めショコラと道化師コンビを組み、世界初の白人と黒人のコンビとして大盛況を博す。
やがてパリのサーカスからも声がかかり、「フティット&ショコラ」は名門サーカスでNo.1芸人となる。しかし、ショコラに心無い人種差別の壁が立ちはだかる。

## キャスト
ラファエル・パディリャ/カナンガ/ショコラ
演 - オマール・シー、日本語吹替 - 杉村憲司
貧乏サーカス「デルヴォー一座」にて人食い人種を演じる黒人男性。
フティットから道化師の相方として誘われ、一躍人気芸人となる。
ジョルジュ・フティット
演 - ジェームス・ティエレ、日本語吹替 - 三上哲
かつて人気道化師として一世を風靡した白人男性。
世間の流れから取り残されていた折にショコラと出会い、道化師コンビを組む。
マリー・グリマルディ
演 - クロティルド・エスム、日本語吹替 - 林真里花
パリで看護師として働く女性。病院での「フティット&ショコラ」の慰問を通じてショコラと親しくなり、次第に惹かれあっていく。
カミーユ
演 - アリス・ドゥ・ランクザン
デルヴォー一座の若い座員。
デルヴォー夫人
演 - ノエミ・ルヴォヴスキ
デルヴォー氏
演 - フレデリック・ピエロ
ジョゼフ・オレール
演 - オリヴィエ・グルメ、日本語吹替 - 仲野裕
パリの名門サーカス「ヌーヴォー・シルク」の座長。
デルヴォー一座でフティットとショコラをスカウトし、パリへ連れてくる。時間に厳しい。
フィルマン・ジェミエ
演 - オリヴィエ・ラブルダン
テアトル・アントワーヌのディレクター。